# Colombus (trois-mâts)
Le Colombus est un navire trois-mâts hollandais, désemparé à la suite d'une tempête en juillet 1822 au large du cap de Bonne Espérance. Son équipage et ses passagers sont sauvés par un brick français, la Julia. En 1829, le peintre Théodore Gudin représente la scène sous le titre : Trait de dévouement du capitaine Desse, de Bordeaux, envers le Colombus, navire hollandais. Le tableau est exposé au Musée des beaux arts de Bordeaux.

## Histoire

### Départ de Batavia en 1822
Le navire hollandais Colombus, part de Batavia (actuelle Jakarta) le 19 mai 1822 pour Amsterdam, commandé par le capitaine Grevelink. C'est un trois-mâts carré de 800 tonneaux, ayant à bord, outre son équipage de quarante hommes, un détachement de militaires des Pays-Bas, composé de cinquante-un hommes de troupes renvoyés en Europe, commandés par le lieutenant Gerlings. Le navire, chargé aussi de diverses marchandises (café, sucre...), appartient à MM. Devries et C°, d'Amsterdam.
En juillet 1822, avant d'arriver au cap de Bonne Espérance, il est victime d'une violente tempête qui met le bâtiment et ses passagers en péril.

### Sauvetage des passagers duColombus
| - Le Colombus en péril selon le peintre Théodore Gudin |

Une tempête survient dans l'océan indien le 11 juillet 1822 qui dure jusqu'au 13 juillet. Elle cause de graves avaries au Colombus qui se dirige alors sur False Bay pour réparer. Alors qu'il se trouve sur le banc des Aiguilles, par 55° 30' de latitude sud et 26° 25' de longitude est de Greenwich sur le banc des Aiguilles, le 22 juillet un nouveau coup de vent lui arrache le grand mât, l'artimon, le beaupré. Son gouvernail est rompu. Sa pompe est hors d'usage. Le navire est désemparé. Les passagers sont désespérés.
Le 23 juillet 1822, à deux heures de l'après-midi, le Colombus est repéré par la Julia. Le capitaine Pierre Desse, commandant la Julia, s'approche pour porter secours. Mais le mauvais temps l’en empêche. Et le 24 juillet, un coup de mer endommage la Julia (misaine, canot, parois du pont de tribord), qui reste cependant manœuvrante et ne s'éloigne pas durant plusieurs jours. La Julia communique avec le Colombus par porte-voix, Les navires se repèrent à leurs feux durant la nuit. Répondant aux appels de détresse du Colombus, le capitaine Desse leur dit : « Je ne vous abandonnerai pas ! ».
Le temps s'améliorant le 26 juillet au matin, Le Colombus envoie une chaloupe vers la Julia pour négocier son sauvetage. Le capitaine Desse, profitant d'une éclaircie le 28 au matin, se rend sur le Colombus pour constater le dégâts, et l'impossibilité de réparer. Il accepte alors de prendre à son bord, malgré la petite taille de son brick de 200 tonneaux, tous les 92 passagers. Le transbordement se fait dans la journée, avant la reprise du mauvais temps, mais les vivres et l'eau n'ont pas le temps d'être transférées. Le Colombus est abandonné avec ses marchandises.
La Julia se dirige vers  Saint-Denis-Bourbon pour y déposer trente-huit des passagers sauvés et repart avec les  cinquante-quatre autres, vers Bordeaux où elle arrive le 8 mars 1823.
Dans une lettre au Journal de Saint-Denis en date du 22 avril 1822, le capitaine Greyvelink, commandant le Colombus, et le lieutenant Gerlings, commandant le détachement de soldats à bord du Colombus, expriment publiquement leur reconnaissance « au brave capitaine » et à « l'intrépide marin » Pierre Desse.
Célébré et décoré, mais déclaré responsable de la perte des marchandises du Columbus à la suite d'une sentence arbitrale prononcée à Bourbon, puis d'un procès jugé à Amsterdam et en appel à La Haye, le capitaine Desse doit payer une somme totale de 87 550 francs.